# Arnannguit (città)
Arnannguit è un villaggio della Groenlandia di 5 abitanti (gennaio 2005). Si trova a 61°12'N 45°30'O; appartiene al comune di Kujalleq.